# 开镜饼

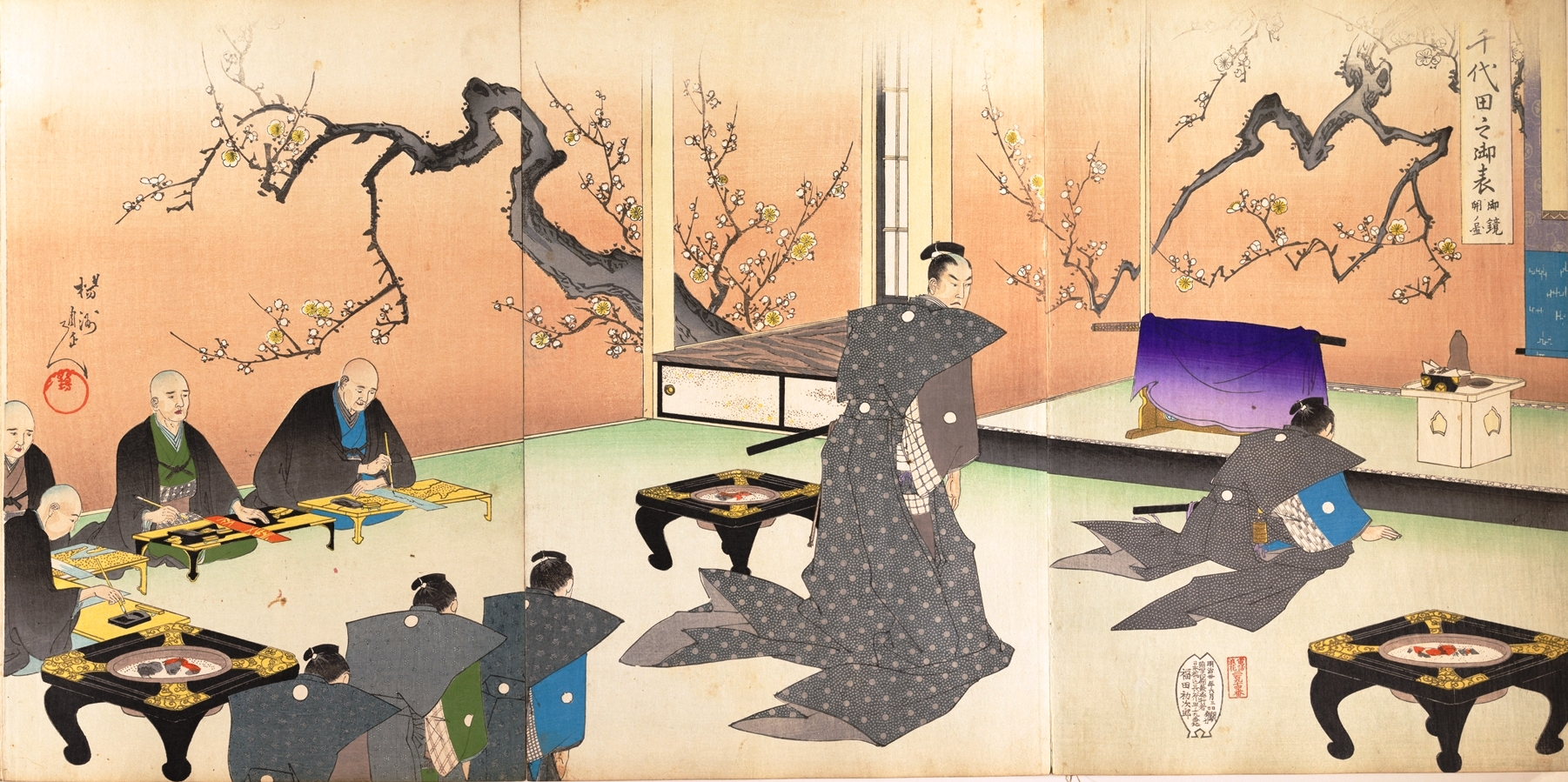
杨州周延《千代田之御表》开镜饼图（1897年）。《千代田之御表》是一系列浮世绘作品，记录了江户城内官方集会场所“表”的年度民俗活动。

开镜饼 或 割镜饼，是日本新年期间的传统民俗活动，指用手或木槌打碎向年神或佛供奉的镜饼。在表达对神明的感谢、祈求无病无灾后，人们会将镜饼吃下。也常有供奉汁粉、杂煮、善哉、霰饼等食品。

## 概述
在江户时代，商家在新年的吉日举行开仓（日语：日语：）活动。武家则在新年的第11天（原本是第20天）将供奉在具足上的具足饼取下，制作成杂煮等食物，称为祝贺刃柄（はつか）。由女性开镜台上的镜饼，称为初颜。这些武家社会的风俗逐渐向一般百姓普及。
江户城中，会将装在重箱中的年糕和馅料送到大奥，制作成汁粉等食用。 
开镜饼时使用手或木槌打碎，而非用刀切割。这是由于刀会让人联想到切腹。（“割”并不吉利，所以使用“开”来代替）。“镜”意味着圆满和谐，“开”则代表广阔的前途。
吃镜饼也被称为“日语：”。吃硬的食物使牙齿坚固，并向年神祈求长寿。
一些地区还会根据镜饼裂开的方式进行占卜，有“镜饼越碎，收成就越好”的说法。为了继承武家传统，有些柔道、剑道馆至今仍在举行开镜饼的仪式。

## 日期
关东地区周围，这类供奉年神的仪式通常在新年期间（日语：松の内）结束，即1月7日之后的1月11日举行（根据周末及假期也有不同）。最初在1月15日，后来改为1月20日，但因德川家光在庆安4年4月20日（1651年6月8日）去世，就避开20日，定在新年期间内。后又定在1月11日。
日本现时采用公历。新年期间截止到1月15日的地区，在16日之后开镜饼，多在1月20日举行。在京都府和附近的一些地区，也有在1月4日开镜饼的家庭。但其原因尚不清楚。

## 文学
俳句
作为俳句中的季语出现。
和歌
由女性开镜饼，称为初颜。被用作二十日的缘语。